# Roberto Merhi
Roberto Merhi Muntan, detto Teto (Castellón de la Plana, 22 marzo 1991), è un pilota automobilistico spagnolo, attivo in Formula E con la Mahindra, ex pilota di Formula 1 con la Manor Marussia nel 2015 e vincitore del campionato F3 Euro Series 2011.

## Carriera

### Gli inizi
Nel 2007 Merhi corse nella Formula Renault Italia e nella Formula Renault Eurocup, terminando, rispettivamente, al quarto e al diciottesimo posto. L'anno successivo conquistò il secondo posto nella Formula Renault 2.0 West European Cup, terminando quarto nella Eurocup. In stagione prese parte anche ad alcune gare della F3 spagnola.
Dal 2009 fu stabilmente impiegato nella Formula 3, venendo ingaggiato dalla Manor Motorsport per competere nella F3 Euro Series. Giunto settimo nella prima stagione, nel 2010 passò alla Mücke Motorsport, conquistando una vittoria. Nel 2011 lo spagnolo trovò un ingaggio alla Prema Powerteam e vinse il titolo, con ben 11 vittorie e 8 pole position.

### DTM
Sostenuto dalla Mercedes già dal 2008, nel 2012 Merhi entrò a far parte del Mercedes Junior Team nel DTM, abbandonando temporaneamente le gare per vetture a ruote scoperte. Nella prima stagione, al volante di una vettura della Persson Motorsport, non ottenne nessun piazzamento a punti. Nel 2013 passò all'HWA Team e migliorò i suoi risultati, con 26 punti conquistati e il secondo posto nella gara finale di Hockenheim.

### Il ritorno in Formula Renault
Nel 2014 Merhi prese parte al campionato Formula Renault 3.5, gareggiando per la Zeta Corse. Prevalse in tre occasioni, chiudendo al terzo posto della classifica generale. 
Nella stagione successiva fu ingaggiato dal team Pons, confermando l'impegno in Formula Renault 3.5 anche dopo l'esordio in Formula 1 con la Manor Marussia. In gara-1 del quinto appuntamento stagionale, sul Red Bull Ring, il pilota spagnolo fu coinvolto in un violento incidente: appena tagliato il traguardo Merhi rallentò vistosamente, venendo tamponato dal sopraggiungente Nicholas Latifi, la cui vettura si capovolse. Merhi fu squalificato ed escluso anche da gara-2, essendo stato ritenuto responsabile della collisione. Saltato il successivo appuntamento di Silverstone, coincidente con il Gran Premio d'Italia di Formula 1, Merhi non tornò più a correre in Formula Renault, citando gli impegni coincidenti in Formula 1 come ragione della scelta.

### Formula 1

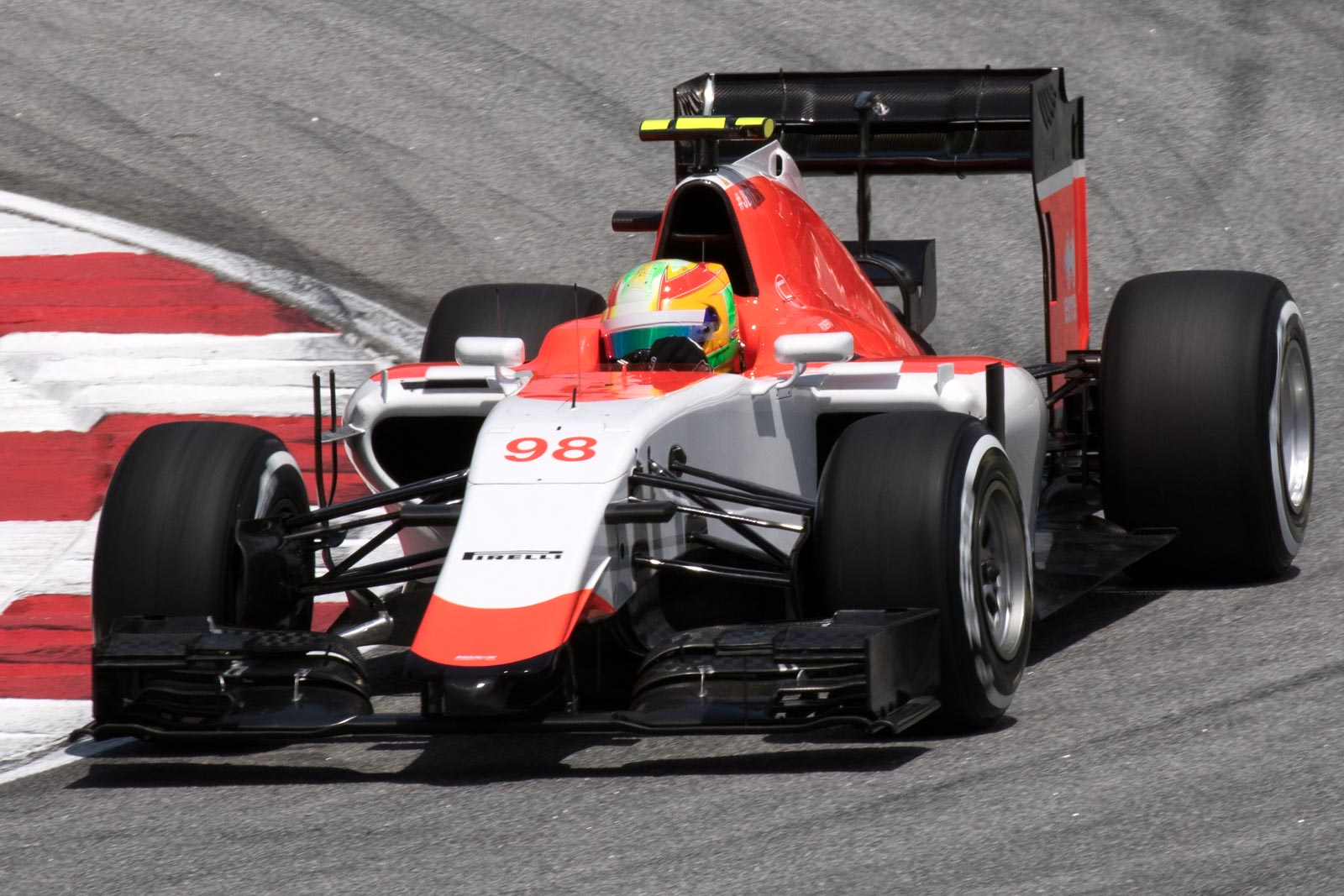
Merhi in Malesia a bordo della Manor F1.

Merhi fu avvicinato all'esordio in Formula 1 in occasione del Gran Premio d'Italia 2014, quando la Caterham prospettò un suo impiego in luogo di Kamui Kobayashi. La scuderia richiese l'emissione per lui della Superlicenza FIA, ma, successivamente, venne annunciato solo il suo utilizzo nelle prime prove libere del venerdì. Nonostante Kobayashi fosse stato confermato quale pilota titolare, Mehri disputò le prove libere al suo posto anche in Giappone e Russia.
Pochi giorni prima del Gran Premio d'Australia 2015 la Marussia annunciò che lo spagnolo avrebbe affiancato Will Stevens per la corsa. La presenza del pilota spagnolo per il resto della stagione era comunque in dubbio, poiché il suo contratto veniva rinnovato solo di gara in gara. Dopo aver mancato il debutto in Australia perché la Manor non era riuscita a mandare in pista le proprie vetture per via di problemi tecnici, Merhi esordì nel successivo Gran Premio della Malesia, nel quale riuscì a tagliare il traguardo in quindicesima posizione, pur staccato di tre giri. A causa della scarsa competitività della sua monoposto fu costretto a navigare nelle retrovie e a lottare solamente con il compagno di squadra, che riuscì a battere per la prima volta al Gran Premio di Monaco, arrivando 16º. In Gran Bretagna giunse 12º davanti al compagno di team e ottenne così il miglior risultato in carriera. Alla vigilia della corsa di Singapore venne sostituito dallo statunitense Alexander Rossi, con cui si alternò nel finale di stagione: Merhi disputò infatti le gare di Russia e Abu Dhabi.

### Formula 2
Nella stagione 2017 debutta in Formula 2 con il team Campos nella gara di Barcellona, in sostituzione di Stefano Coletti. Nell'arco del campionato partecipa anche ad alcune gare con la Rapax, riuscendo ad ottenere tre piazzamenti a punti che lo portano al diciottesimo posto in campionato.
Per la stagione 2018 comincia il campionato con il team MP Motorsport. Dalla gara di Spa-Francorchamps viene sostituito dal francese Dorian Boccolacci, ma torna nella categoria nell'appuntamento di Sochi con il team Campos Racing al posto di Roy Nissany. Termina dodicesimo con 61 punti.
Dopo quattro anni di assenza Merhi torna in Formula 2 durante il round di Spielberg, lo spagnolo sostituisce Ralph Boschung per il team Campos, nella Feature Race ottiene anche il terzo posto. Lo spagnolo partecipa anche ai round del Paul Ricard e del Hungaroring.

### Super Formula Lights
Dopo il suo ritorno in Formula 2, Merhi decide di partecipare al ultimo round della stagione 2022 della Super Formula Lights a Okayama. 

### Formula E
Nel 2023 prende parte a Berlino, ai Test destinati ai Rookie della Formula E guidando per il team Mahindra Racing. Lo stesso anno viene chiamato dal team indiano per sostituire Oliver Rowland dall'E-Prix di Giacarta 2023.

## Risultati

### Formula 1
| 2014 | Scuderia | Vettura |  |  |  |  |  |  |  |  |  |  |  |  |    |  |    |    |  |  |  |  |  |  |  |  | Punti | Pos. |
| ---- | -------- | ------- |  |  |  |  |  |  |  |  |  |  |  |  | -- |  | -- | -- |  |  |  |  |  |  |  |  | ----- | ---- |
| 2014 | Caterham | CT05    |  |  |  |  |  |  |  |  |  |  |  |  | SP |  | SP | SP |  |  |  |  |  |  |  |  |       |      |

| 2015 | Scuderia | Vettura |     |    |    |    |    |    |     |    |    |    |    |    |  |  |    |  |  |  |    |  |  |  |  |  | Punti | Pos. |
| ---- | -------- | ------- | --- | -- | -- | -- | -- | -- | --- | -- | -- | -- | -- | -- |  |  | -- |  |  |  | -- |  |  |  |  |  | ----- | ---- |
| 2015 | Marussia | MR03B   | NPR | 15 | 16 | 17 | 18 | 16 | Rit | 14 | 12 | 15 | 15 | 16 |  |  | 13 |  |  |  | 19 |  |  |  |  |  | 0     | 19º  |

| Legenda | 1º posto     | 2º posto | 3º posto    | A punti         | Senza punti/Non class.  | Grassetto – Pole position Corsivo – Giro più veloce |
| Legenda | Squalificato | Ritirato | Non partito | Non qualificato | Solo prove/Terzo pilota | Grassetto – Pole position Corsivo – Giro più veloce |

### Formula 2
(legenda) (Le gare in grassetto indicano la pole position) (Le gare in corsivo indicano Gpv)
| Anno | Team                      | 1   | 2   | 3   | 4   | 5   | 6   | 7   | 8   | 9   | 10  | 11  | 12  | 13  | 14  | 15  | 16  | 17  | 18  | 19  | 20  | 21  | 22  | 23  | 24  | 25  | 26  | 27  | 28  | Punti | Pos. |
| 2017 | Campos (2) Rapax (8-9,11) | BAH | BAH | CAT | CAT | MON | MON | BAK | BAK | RBR | RBR | SIL | SIL | HUN | HUN | SPA | SPA | MNZ | MNZ | JER | JER | YMC | YMC |     |     |     |     |     |     | 16    | 18º  |
| ---- | ------------------------- | --- | --- | --- | --- | --- | --- | --- | --- | --- | --- | --- | --- | --- | --- | --- | --- | --- | --- | --- | --- | --- | --- | --- | --- | --- | --- | --- | --- | ----- | ---- |
| 2017 | Campos (2) Rapax (8-9,11) |     |     | 19† | 12  |     |     |     |     |     |     |     |     |     |     | 7   | 6   | 11  | 5   |     |     | 16  | 10  |     |     |     |     |     |     | 16    | 18º  |
| 2018 | MP Motorsport             | BHR | BHR | BAK | BAK | CAT | CAT | MON | MON | LEC | LEC | RBR | RBR | SIL | SIL | HUN | HUN | SPA | SPA | MNZ | MNZ | SOC | SOC | YMC | YMC |     |     |     |     | 61    | 12º  |
| 2018 | MP Motorsport             | NP  | 11  | 8   | 7   | 13  | Rit | 3   | 7   | SQ  | 15  | 4   | 16  | 11  | 9   | 11  | 5   |     |     |     |     | 9   | 6   | 8   | 3   |     |     |     |     | 61    | 12º  |
| 2022 | Campos                    | BHR | BHR | JED | JED | IMO | IMO | CAT | CAT | MON | MON | BAK | BAK | SIL | SIL | RBR | RBR | PAU | PAU | HUN | HUN | SPA | SPA | ZAN | ZAN | MNZ | MNZ | YMC | YMC | 15    | 20º  |
| 2022 | Campos                    |     |     |     |     |     |     |     |     |     |     |     |     |     |     | 19  | 3   | Rit | Rit | 14  | 21  |     |     |     |     |     |     |     |     | 15    | 20º  |

† Non ha terminato la gara, ma è stato ugualmente classificato avendo percorso il 90% della distanza di gara.
* Stagione in corso.

### Formula E
| Anno    | Scuderia        | Vettura            | 1   | 2   | 3   | 4   | 5   | 6   | 7   | 8   | 9   | 10     | 11     | 12      | 13     | 14      | 15     | 16     | Punti | Pos. |
| ------- | --------------- | ------------------ | --- | --- | --- | --- | --- | --- | --- | --- | --- | ------ | ------ | ------- | ------ | ------- | ------ | ------ | ----- | ---- |
| 2022-23 | Mahindra Racing | Mahindra M9Electro | MEX | DIR | DIR | HYD | CAP | SAP | BER | BER | MON | GIA 18 | GIA 17 | POR Rit | ROM 12 | ROM Rit | LON 15 | LON 20 | 0     | 23°  |

* Stagione in corso.